# Перепис населення Естонії (2000)
Перепис населення та житлового фонду 2000 року (ест. Eesti 2000. aasta rahvaloendus) стала першим загальним переписом населення, який був проведений в Естонії з моменту повторного здобуття незалежності та третім за рахунком, якщо враховувати переписи в 1922 і 1934 років, проведені в період першої незалежності. Була проведена 31 березня 2000 року. Загалом у переписній анкеті було поставлено 31 питання, у тому числі 12 питань про домашнє господарство та житло. Результати були поступово опубліковані у вигляді серії із 11 збірок. Цікаво, що підсумки перепису виявили значну (62 тис. осіб) похибку в оцінці фактичної чисельності населення. Причиною цього зокрема є той факт, що в Естонії немає юридичного регулювання реєстрації за місцем проживання, що ускладнює отримання точних відомостей про еміграцію та внутрішнє переміщення, роблячи поточну статистику неточною. Найбільшими містами країни залишалися столиця Таллінн, де мешкають 404 тисячі жителів (з них 182 тисячі чоловіків), і Тарту — 101,2 тисячі (з них 44,9 тисячі чоловіків).

## Підсумки
За міжпереписний період 1989—2000 років населення країни вперше скоротилося настільки різко у мирний час: з 1 565,7 тисячі осіб за даними перепису 1989 року до 1 376,7 тисячі осіб або на 12,1 % (менше суттєве скорочення населення тривало і згодом).

## Національний склад
1 370 052 осіб вказали свою національність. З них естонці становили 930 219 (67,90 %), 351 178 — росіяни (25,63 %), українці — 29 012 (2,12 %), білоруси — 17 241 (1,26 %), фіни — 11 837 (0,86 %), татари — 2 582 (0,19 %), латиші — 2 330 (0,17 %), поляки — 2 193 (0,16 %), євреї — 2 145 (0,16 %), литовці — 2 116 (0,15 %), німці — 1 870 (0,14 %) та представники інших національностей — 9 410 (0,69 %). 7 919 осіб (0,58 %) свою національність не вказували.
Вперше з 1940 року в Естонії намітилося зростання частки (але не числа) етнічних естонців: з 61,5 % у 1989 до 67,9 % у 2000 році, хоча їх абсолютне число вперше скоротилося, хоча й дещо менш значно ніж кількість представників інших національностей. Частка етнічних росіян на тлі цього впала з 30,3 % до 25,6 %, українців — з 3,1 % до 2,1 %, білорусів — з 1,8 % до 1,2 % та фінів — з 1,1 % До 0,9 % населення.

## Статева структура
Серед естоноземців налічувалося 634,7 тисячі чоловіків та 742 тисячі жінок. Частка жінок в Естонії є однією з найвищих з пострадянських республік, при цьому в пострадянський період вона зросла з 53,3 % в 1989 до 53,9 % у 2000 році, що пов'язано з більш активною еміграцією чоловіків, в першу чергу викликаною масовим від'їздом військових російської національності.

## Освіта
Актуальною для сільських регіонів країни залишається проблема здобуття початкової освіти: 7 % жителів Естонії, насамперед діти 10 років і старше, які проживають у віддалених сільських районах, не мали змоги відвідувати школу.

## Громадянство
На момент проведення перепису громадянство Естонії мали лише 80,1 % постійного населення (це практично всі етнічні естонці та менше ніж 40 % неестонців), 6,2 % населення заявили, що прийняли російське громадянство, 0,2 % мали громадянство України, по 0,1 %  мали громадянство Латвії, Білорусії, Литви, Фінляндії та решти країн. У статусі апатридів перебувало 12,3 % населення, а 0,7 % постійного населення на питання не відповіли.

## Місце народження
Частка уродженців Естонії закономірно підвищилася з 73,7 % у 1989 році до 80,8 % у 2000 році, тоді як частка уродженців РРФСР та Росії впала, відповідно, з 19,2 % до 13,9 %.

## Зовнішні посилання
- Результати